# Epamera rhodosense
Epamera rhodosense är en fjärilsart som beskrevs av Henry Stempffer och Bennett 1959. Epamera rhodosense ingår i släktet Epamera och familjen juvelvingar. Inga underarter finns listade i Catalogue of Life.